# Stephen Bach
Stefan Joseph Bach (später Stephen Bach) (* 11. Dezember 1897 in Nürnberg; † 22. März 1973 in Bristol) war ein deutsch-britischer Biochemiker.

## Leben und Tätigkeit
Bach war ein Sohn des Industriellen und türkischen Generalkonsuls Siegfried B. Bach und seiner Frau Anna, geb. Rosenwand.
Nach dem Besuch eines Realgymnasiums in Nürnberg studierte Bach an der Technischen Hochschule in München, der TH Darmstadt und der TH Berlin. Er erwarb einen Abschluss als Diplomingenieur und promovierte 1923 in Berlin zum Dr.-Ing.
Von 1924 bis 1931 war Bach als Assistent am Technisch-Chemischen Institut der Technischen Hochschule Berlin tätig. Anschließend wurde er von 1931 bis 1933 als Assistent am Physikalischen Institut der Universität Erlangen beschäftigt.
Nach der Machtergreifung der Nationalsozialisten im Frühjahr 1933 ging Bach als Emigrant nach Großbritannien. Dort fand er 1935 eine Anstellung am William Dunn Institute of Biochemistry der Cambridge University, wo er bis 1951 tätig bleiben sollte. Während dieser Zeit erwarb er 1937 einen britischen PhD-Abschluss. 1968 kam noch ein Doctor of Science-Abschluss der Universität Bristol hinzu.
Ende der 1930er Jahre geriet Bach in das Visier der Polizeiorgane des nationalsozialistischen Deutschlands, die ihn als wichtige Zielperson einstuften: Im Frühjahr 1940 setzte das Reichssicherheitshauptamt in Berlin ihn auf die Sonderfahndungsliste G.B., ein Verzeichnis von Personen, die im Falle einer erfolgreichen deutschen Invasion Großbritanniens durch die Sonderkommandos der SS-Einsatzgruppen mit besonderer Priorität ausfindig gemacht und verhaftet werden sollten.
Da er formal noch immer deutscher Staatsangehöriger war, wurde Bach im Jahr 1940 für einige Monate als „feindlicher Ausländer“ auf der Isle of Man interniert. Nach dem Krieg erhielt er 1946 die britische Staatsbürgerschaft.
Von 1951 bis 1963 lehrte Bach als Dozent für chemische Physiologie (Reader in Chemical Physiology) am Department of Chemical Physiology an der Universität Bristol. Danach wirkte er als Forscher an der School of Veterinary Science der Universität Bristol.
Seine Forschungsschwerpunkte waren die Enzymologie und die Krebsforschung. Er veröffentlichte Beiträge in zahlreichen biochemischen Fachzeitschriften.
Für seine Arbeit wurde Bach mit zahlreichen Auszeichnungen bedacht: So war er Fellow am Royal Institute of Chemistry in London, Mitglied der Biochemical Society und der Cambridge Philosophical Society. 1964 erhielt er eine Ehrenprofessur für Physiologische Chemie an der Medizinischen Fakultät der Universität Göttingen.

## Ehe und Nachkommen
Bach war seit 1924 mit Erika Engelmann verheiratet, mit der er eine Tochter, Irene, hatte.

## Veröffentlichungen
- The Metabolism of Protein Constituents in the Mammalian Body, University Press, New York 1952.
- 'On the mechanism of urea formation', Biochemical Journal 1939.
- 'Purification and crystallisation of arginase', Biochim biophys Acta 1958.
- 'The effect of arginase on the retardation of tumour growth', British Journal of Cancer 1965.